# جيري جوميز
جيري جوميز (بالإنجليزية: Gerry Gomez)‏ (18 أغسطس 1960 في كوستاريكا - ) هو لاعب كرة قدم أسترالي في مركز الدفاع. لعب مع سيدني تايغرز وماركوني ستاليونز وهاكواه سيدني سيتي إيست ‏ ونادي باراماتا ‏.